# Jiří Kožíšek
Jiří Kožíšek (* 7. dubna 1955, Strakonice) je český malíř, sochař a keramik.

## Život
V letech 1973–1976 studoval na Střední průmyslové škole keramické v Karlových Varech a poté v letech 1981–1987 na Vysoké škole uměleckoprůmyslové v Praze obor keramika a porcelán u prof. Bohumila Dobiáše ml. a prof. Otto Eckerta.
V letech 1987–1995 byl zaměstnán jako vedoucí designér ve vývojovém závodě Karlovarského porcelánu v Lesově. Je členem Karlovarské oblasti Unie výtvarných umělců, a pedagogem Střední průmyslové školy keramické a sklářské, Karlovy Vary.

### Ocenění
- 1990 – Nejlepší výrobek Ministerstva průmyslu ČR
- 1998 – Cena Silicium Bohemica Praha
- 2000 – Zlatý krystal Silicium Bohemica Praha

## Dílo

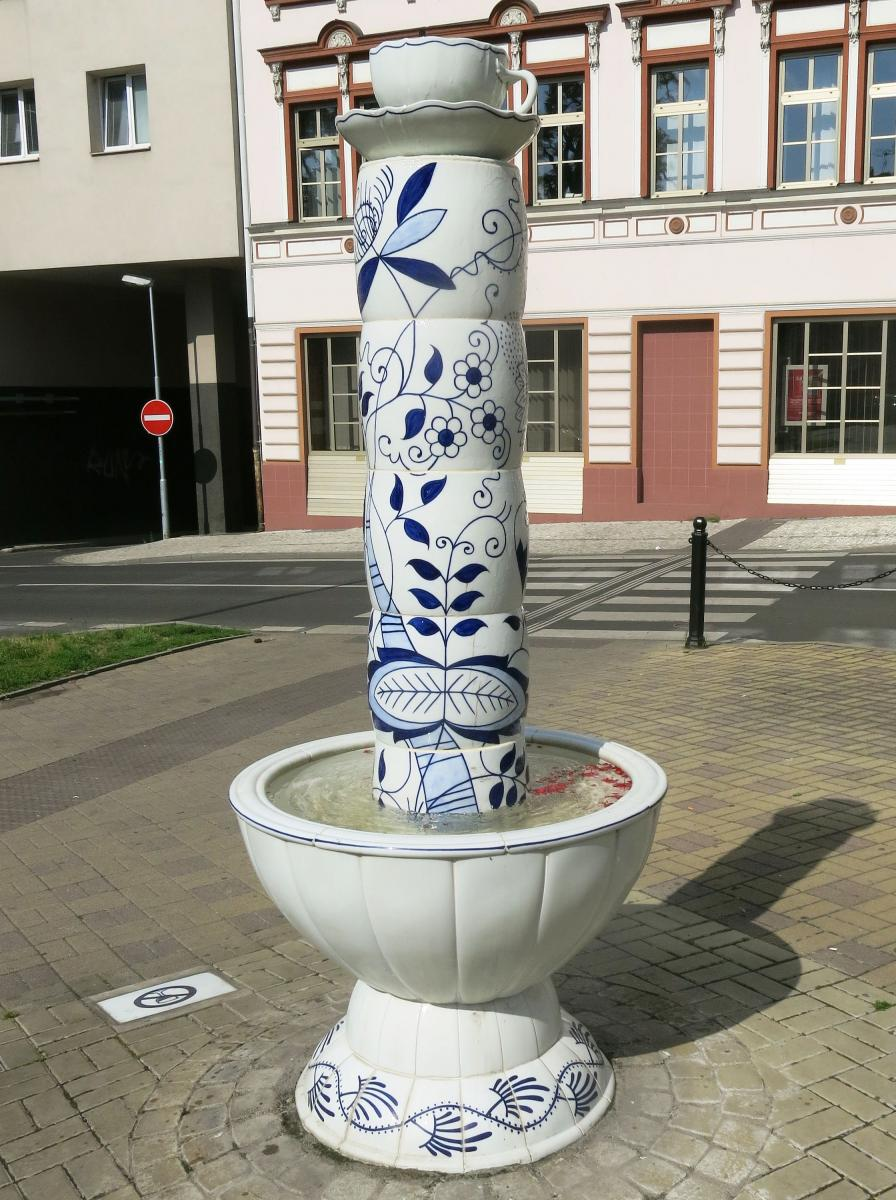
Porcelánová fontána z porcelánu s cibulákovým dekorem v Teplicích

Kromě průmyslových návrhů se od roku 1994 věnuje autorské tvorbě keramiky a porcelánu a malbě. Jako designér se dokonale seznámil s technickými i estetickými kvalitami porcelánu a s moderními možnostmi jeho tvarování. Ve své volné tvorbě plně využívá transparenci materiálu i kontrast barevných akcentů, expresivní kresbu a malbu. Porcelán kombinuje s jinými materiály jako sklo nebo dřevo. Ve svých porcelánových objektech a instalacích se s nadsázkou a humorem dotýká dnešního života v jeho směšných, banálních i křiklavých situacích.

### Výstavy

#### Autorské
- 2000 Jiří Kožíšek - kresby, Galerie hotelu Kolonáda K.Vary
- 2001 Jiří Kožíšek - design a porcelán, Karlovarské muzeum Karlovy Vary
- 2006 Jiří Kožíšek - Křehké účty, malá a velká galerie, Galerie Chodovská tvrz, Praha
- 2010 Jiří Kožíšek - keramika, porcelán, Kunstwinkel t Walvis, Schiedam (ve spolupráci s Českým centrem Haag)[2]
- 2015 Jiří Kožíšek - Na růžích ustláno, Galerie umění Karlovy Vary

#### Společné
- 1989 Mladé profily, Galerie výtvarného umění v Chebu
- 1994 Tradice a možnosti / Tradition und Möglichkeiten, Dubí u Teplic
- 2000 Výstava výtvarných prací z Mezinárodního plenéru Pardubice 1998, Východočeské muzeum, Pardubice
- 2004 Artkontakt 2004, Karlovy Vary
- 2005 Vltavotýnské výtvarné dvorky 2005, Městská galerie Art Club, Týn nad Vltavou
- 2007 Art sympozium 2007 Všeradice
- 2008 Vary(i)ace, Galerie umění Karlovy Vary
- 2010 Výstava keramické plastiky, Galerie Jan Svatoš, Kostelec nad Černými lesy
- 2011 Vary(i)ace 3+1 = Porcelán, Interaktivní galerie Becherova vila, Karlovy Vary
- 2012 Karlovarský vývěr, Galerie G, Olomouc [3]